# Dome (montagna)
Il Dome (o Qaqqaq Kershaw) è un monte della Groenlandia di 3682 m. Appartiene al comune di Sermersooq. L'altezza della montagna, inferiore a quella riportata sulla carta GGU 1995 1:100.000 (m. 3.700) è stata rilevata con un sistema GPS da una spedizione francese nel 1996. È la seconda montagna più alta della Groenlandia e la seconda più alta a nord del circolo polare artico.
La prima scalata avvenne nel 1988 da parte di una spedizione internazionale di Olsson e Jenkins; la seconda scalata avvenne nel 1990 da parte della spedizione inglese capeggiata da Jim Lowther. La prima scalata italiana avvenne nel maggio 2007, da parte della spedizione capeggiata da Paolo Gardino e Luisa Sanna.

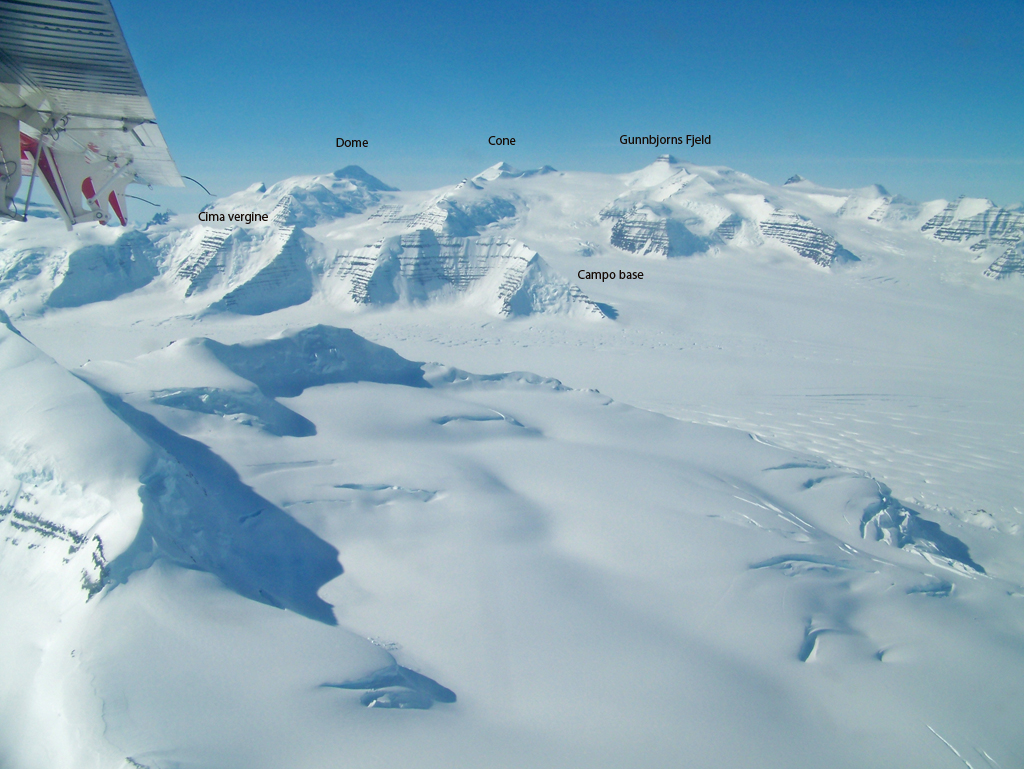
Immagine aerea delle Watkins Mountains, nella quale si vedono il Cone, il Dome ed il Monte Gunnbjørn